# Tanz in den Wolken (1981)
Tanz in den Wolken (Originaltitel: Pennies from Heaven) ist ein US-amerikanisches romantisches Musikdrama von 1981 unter der Regie von Herbert Ross, das auf der gleichnamigen BBC-Fernsehserie von 1978 basiert. Dennis Potter adaptierte das Drehbuch der BBC-Serie für das amerikanische Publikum und verlegte die Handlung von London und dem Forest of Dean in das Chicago der Depressionszeit und das ländliche Illinois.

## Handlung
Im Jahr 1934 macht der Chicagoer Musikalienhändler Arthur Parker schwere Zeiten durch. Sein Geschäft läuft schlecht, und seine Frau Joan weigert sich, ihm das Geld zu geben, das sie von ihrem Vater geerbt hat, damit er sich selbstständig machen kann.
Arthurs Traum ist es, in einer Welt zu leben, die so ist wie die Songs, die er zu verkaufen versucht. Ein Bankkredit wird ihm verweigert, obwohl er sich einbildet, er würde ihn bekommen. Auf seinen Reisen lernt Arthur die Lehrerin Eileen kennen und verliebt sich sofort in sie. Sie beginnen eine kurze Affäre, aber Arthur verlässt sie und kehrt zu Joan zurück, die ihn unbedingt behalten will und bereit ist, ihm das Geld zu geben, das er verlangt. Arthur leugnet die Affäre, doch Joan ist sich sicher, dass er lügt.
Eileen wird von Arthur schwanger und entlassen. Da sie nicht weiß, wohin sie gehen soll, lässt sie sich mit dem schicken Zuhälter Tom ein. Eileen fühlt sich zu Tom hingezogen, und er arrangiert eine Abtreibung für sie.
Als Arthur Eileen wieder trifft, ist sie eine Prostituierte, die sich „Lulu“ nennt. Sie beginnen wieder eine Romanze, und Eileen verlässt Tom und ihr schäbiges Leben. Impulsiv überredet Arthur sie, mit ihm durchzubrennen. Nachdem es ihm nicht gelungen ist, sein Geschäft zu verkaufen, brechen Arthur und Eileen eines Nachts in den Laden ein, verwüsten ihn und zertrümmern die Schallplatten (mit Ausnahme von „Pennies from Heaven“). Um ihr Einkommen aufzubessern, arbeitet Eileen trotz Arthurs Einwänden weiter als Prostituierte.
Ein blindes Mädchen, das Arthur nur flüchtig kannte, wird von einem Akkordeon spielenden Landstreicher vergewaltigt und ermordet, den Arthur zu einem früheren Zeitpunkt des Films mitgenommen hatte. Die Polizei verdächtigt Arthur und Joan erzählt ihnen, dass er schmutzige sexuelle Neigungen hat, um sich an ihm zu rächen, weil er sie betrogen hat. Die Polizei findet Arthur, als er mit Eileen die Stadt verlassen will, verhaftet ihn wegen Mordes und verurteilt ihn zum Tode. Am Galgen rezitiert er den Text des Liedes „Pennies from Heaven“. In einer letzten Fantasie sind Arthur und Eileen wieder vereint, und Arthur sagt: „Wir hätten das alles nicht durchstehen können, wenn es kein Happy End gegeben hätte. Lieder sind nicht so, oder?“

## Produktion
Tanz in den Wolken war Martins erste dramatische Filmrolle. Er hatte die ursprüngliche Miniserie gesehen und hielt sie für „das Beste, was er je gesehen hat“. Er trainierte acht Monate lang und lernte Stepptanz, während Christopher Walken, der als junger Mann eine Tanzausbildung absolviert hatte, seine tänzerischen Fähigkeiten in den Film einbringen konnte.
Einem Artikel der Times aus dem Jahr 1990 zufolge ließ Metro-Goldwyn-Mayer Potter das Drehbuch 13 Mal umschreiben und verlangte von ihm, seine Urheberrechte von der BBC zurückzukaufen, wofür er der BBC „etwas mehr als 100.000 Dollar“ zahlte. Außerdem untersagte MGM die Ausstrahlung der BBC-Originalproduktion für 10 Jahre. Um 1989 konnte der Produzent Kenith Trodd auf Veranlassung von Alan Yentob, dem Direktor von BBC2, die Rechte von MGM für eine „sehr unbedeutende Summe“ zurückkaufen. Im Februar 1990 strahlte die BBC die Originalserie Pennies from Heaven zum ersten Mal seit 1978 wieder aus.
Im selben Times-Artikel erklärte Trodd, dass Bob Hoskins und Cheryl Campbell, die Stars der Originalserie, „schrecklich verärgert waren, dass sie nicht für den Film berücksichtigt wurden. Ich glaube, sie geben Dennis und mir immer noch irgendwie die Schuld, aber es gab keine Möglichkeit, mit MGM darüber zu sprechen“.
Der Stil des Films balanciert die triste Hoffnungslosigkeit der Depressionszeit und das traurige Leben der Figuren mit farbenfrohen, traumhaften, phantasievollen und üppigen Musiksequenzen aus. Die Figuren brechen in Gesang und Tanz aus, um ihren Gefühlen Ausdruck zu verleihen. So verwandelt sich Eileen in ihrem Klassenzimmer in eine silbergekleidete Fackelsängerin, zu der ihre Schüler singen und tanzen. Tom verführt Eileen mit einem Stepptanz/Striptease auf dem Dach einer Bar. Arthur und Eileen gehen ins Kino und tanzen schließlich in Abendgarderobe zunächst mit und dann in einer Fred Astaire-Ginger-Rogers-Musiknummer aus dem Film Let's Face the Music and Dance. Alle Lieder sind lippensynchron, außer Martin, der den Titelsong am Ende singt/spricht, während Arthur, Tom und Eileen tanzen.
Vier Gemälde werden im Film als Tableaux vivants nachgestellt: Hudson Bay Fur Company und 20 Cent Movie von Reginald Marsh sowie New York Movie und Nighthawks von Edward Hopper. Drei der vier Gemälde wurden nach 1934 (der Spielzeit des Films) gemalt und zeigen Szenen aus New York City und nicht aus Chicago, wo der Film spielt.

## Einspielergebnisse
Der Film war ein kommerzieller Misserfolg und spielte bei einem Budget von 22 Millionen Dollar nur etwas mehr als 9 Millionen Dollar ein.
Auf die Frage des Rolling Stone, warum der Film an den Kinokassen floppte, antwortete Martin: „Ich bin enttäuscht, dass der Film kein Kassenschlager war, und ich weiß nicht, woran das liegt, außer dass es an mir liegt und nicht an einer Komödie. Ich muss sagen, dass die Leute, die den Film verstanden haben, im Allgemeinen klug und intelligent waren; die Leute, die ihn nicht verstanden haben, sind ignoranter Abschaum“.
David Begelman, Chef von MGM, nannte den Film „den gewagtesten, den wir je gemacht haben. Er nahm all diese verschiedenen Texturen und formte sie... Ich habe diesen Film nicht gemacht, weil ich gerne auf einem Drahtseil balanciere. Ich habe diesen Film gemacht, weil ich mit aller aufrichtigen Überzeugung glaubte, dass dieser Film so unglaublich berühmt werden könnte, dass er ein großer Erfolg werden würde. Ich lag falsch“.
Es war Martins zweite Hauptrolle in einem Film nach dem Komödienhit Reichtum ist keine Schande von 1979, und die Fans waren verwirrt, Martin in einer ernsten Rolle zu sehen. „Man kann nicht einfach einen Film wie Tanz in den Wolken machen, nachdem man Reichtum ist keine Schande gemacht hat“, sagte Martin in einem BBC-Interview.
„Alles, was ich bis dahin gemacht hatte, war sehr erfolgreich gewesen“, erinnerte er sich 1987, „so dass mich der kommerzielle Misserfolg des Films überraschte. Ich denke immer noch, dass es künstlerisch ein sehr guter Film ist. Ich habe selten eine Rolle gesehen, die diese Verletzlichkeit eines Mannes zeigt. Für mich ist es ein besonderer Film, und wenn ich etwas zu bemängeln hätte, dann, dass einige der Musikstücke mehr populäre Lieder der damaligen Zeit hätten enthalten können“.

## Kritiken
Der Film wurde von Pauline Kael in The New Yorker begeistert besprochen: „Pennies from Heaven ist das emotionalste Filmmusical, das ich je gesehen habe. Es ist eine stilisierte Mythologie der Depression, die die populären Songs der Zeit benutzt, um die tiefsten Sehnsüchte der Menschen auszudrücken – nach Sex, nach Romantik, nach Geld, nach einer guten Zeit... Es gab keine Sekunde, in der ich nicht fasziniert war von dem, was auf der Leinwand geschah“.
Kael bemerkte auch, dass „die Tanznummern gleichzeitig lustig, erstaunlich und wunderschön sind; einige von ihnen sind einfach perfekt“.
Gary Arnold von der Washington Post nannte den Film „eine verjüngende, bahnbrechende Errungenschaft in der Entwicklung des Hollywood-Musicals und sicherlich der beste amerikanische Film des Jahres 1981. Pennies ist eine brillant verbesserte Destillation eines britischen Fernsehspiels von 1978 und verbindet das Herbe mit dem Rührenden und dem Fantastischen. Er erscheint wie ein spätes Hollywood-Gegenstück zur Dreigroschenoper von Brecht und Weill“.
Roger Ebert bewertete den Film mit zwei von vier Sternen und bezeichnete ihn als „auffällig und stilvoll, aber ohne Herz“.
Vincent Canby von der New York Times berichtete, dass er den Film „mit einem Interesse gesehen hat, das man am besten als verblüfft bezeichnen könnte“. Er schrieb: „Alle Musiknummern sind gut, und einige sind großartig... Aber der Film ist nicht leicht zu verstehen. Er ist kühl, ohne in irgendeiner Weise intellektuell provokativ zu sein“.
Todd McCarthy von Variety schrieb: „Tanz in den Wolken ist einer der hoffnungslos esoterischsten Hollywood-Filme, die je gedreht wurden, eine melancholische, neobrechtianische musikalische Übung von bemerkenswerter Arroganz und praktisch ohne künstlerischen Gewinn.... Kurz gesagt, es ist Heaven’s Gate“.
Dave Kehr vom Chicago Reader schrieb, dass „ironische, verfremdende Musicals schon früher versucht worden sind, aber noch nie mit solch einer erhabenen Verachtung für diese Form. [Der Film] trieft vor Wut und Verrat, die in keinem Verhältnis zu seinem Anliegen stehen – der (wenig originellen) Entdeckung, dass Musicals die soziale Realität nicht abbilden“.
Gene Siskel von der Chicago Tribune gab dem Film zweieinhalb von vier Sternen und schrieb: „Martin ruiniert, was einer der frischesten und innovativsten Filme des Jahres hätte werden können. Mit Martin in der Hauptrolle ist Tanz in den Wolken voll von lustigen Momenten, aber der ganze Film hält nicht zusammen“.
Kevin Thomas von der Los Angeles Times schrieb: „Es ist wie kein anderes zeitgenössisches Musical. Es ist so ungewöhnlich, so unerwartet, dass man es experimentell nennen könnte … Als solches wird es wahrscheinlich sehr geteilte Reaktionen hervorrufen: Das Publikum wird es entweder lieben oder hassen“.
Peters gewann den Golden Globe als beste Hauptdarstellerin in einer Komödie oder einem Musical für ihre Rolle als Eileen Everson. In einer Rezension der DVD-Neuauflage heißt es: „Peters brachte eine freche Haltung und eine sexy Ausgelassenheit in die Musicalnummern“.

## Auszeichnungen
Oscar
- Bestes adaptiertes Drehbuch – Dennis Potter (Nominiert)
- Bestes Kostümdesign – Bob Mackie (Nominiert)
- Bester Ton – Michael J. Kohut, Jay M. Harding, Richard Tyler and Al Overton Jr. (Nominiert)

Boston Society of Film Critics Award
- Beste Kamera – Gordon Willis (gewonnen)

Golden Globe Award
- Beste Hauptdarstellerin – Komödie oder Musical – Bernadette Peters (gewonnen)
- Bester Film – Komödie oder Musical (Nominiert)
- Bester Hauptdarsteller – Komödie oder Musical – Steve Martin (Nominiert)

National Society of Film Critics Award
- Beste Kamera – Gordon Willis (gewonnen)